# Бондарцева-Монтеверде, Вера Николаевна
Ве́ра Никола́евна Бо́ндарцева-Монтеве́рде (28 февраля 1889, Санкт-Петербург — 30 июля 1944, Ленинград) — советский учёный, специалист по микологии и фитопатологии.

## Биография
Вера Николаевна Монтеверде родилась в семье известного ботаника Н. А. Монтеверде. В 1914 году она окончила физико-математический факультет Бестужевских высших женских курсов, затем работала препаратором в Отделе фитопатологии Императорского ботанического сада (ныне Ботанический сад БИН РАН). Здесь под влиянием А. С. Бондарцева она увлеклась микологией и начала проводить собственные исследования. В 1918 году назначена на должность научного сотрудника. В 1931 году Вера Николаевна проводила научные исследования по договору с Всесоюзным институтом защиты растений, а в 1932 работала на должности специалиста-диагностика в Управлении службы учёта в Ленинграде. В 1933—1935 годах — старший специалист-фитопатолог Ленинградской карантинной инспекции.
В 1935 году В. Н. Бондарцевой-Монтеверде была присуждена учёная степень кандидата биологических наук по совокупности работ без защиты диссертации. В 1937—1941 годах работала в Отделе споровых растений Ботанического института АН СССР.

## Вклад в науку
В. Н. Бондарцева-Монтеверде участвовала во многих экспедициях по изучению микофлоры различных регионов Европейской части СССР. Во время этих экспедиций были собраны коллекции в Курской, Орловской, Тамбовской, Киевской, Ленинградской областях, в Крыму и на Кавказе. Материалы коллекций были использованы для написания ряда работ по систематике грибов. В 1937—1941 годах провела критическую обработку нескольких родов несовершенных грибов (Ascochyta, Diplodina и близких к ним). Некоторые исследования, проводившиеся под руководством Веры Николаевны были необычными, например, исследование паразитных грибов, встречающихся в тропических оранжереях. Во время этой работы был составлен полный список грибов из оранжерей Ботанического института АН СССР, который включал 229 видов, из которых 73 оказались новыми.
Экспериментальными методами (перекрёстное заражение, метод чистых культур) Верой Николаевной и под её руководством изучались практически важные паразитные грибы, такие, как Phytophtora infestans — возбудитель фитофтороза. Совместно с Н. И. Васильевским изучалось заболевание аскохитоз гороха, во время этой работы была экспериментально установлена специализация грибов рода Ascochyta на бобовых, у некоторых видов выявлены расы.
Также В. Н. Бондарцева-Монтеверде принимала участие в создании «Определителя паразитных грибов по питающим растениям флоры БССР», для тома «Паразиты злаков» ею были написаны статьи о фикомицетах, сумчатых и несовершенных грибах.
Фундаментальный труд Бондарцевой-Монтеверде — монографическая обработка рода Ascochyta — к сожалению, остался.

## Семья
Отец — Николай Августинович Монтеверде (1856—1929), ботаник, член-корреспондент Российской академии наук. Состоял в должностях главного ботаника Императорского ботанического сада и заведующего музеем и биологической лабораторией сада.
Супруг — Аполлинарий Семёнович Бондарцев (1877—1968), миколог, доктор биологических наук, профессор. Был руководителем Отдела споровых растений БИН АН.
Дочь — Маргарита Аполлинарьевна Бондарцева (род. 1935), миколог, доктор биологических наук. профессор. Главный научный сотрудник лаборатории систематики и географии грибов БИН РАН.

## Публикации
В. Н. Бондарцева-Монтеверде имеет более 25 публикаций, в числе которых научные статьи и материалы в журналах «Болезни растений», «Труды БИН АН СССР», «Ботанические материалы отдела споровых растений БИН АН СССР» и других изданиях, а также монографии и практические пособия — инструкции для наблюдательных пунктов по учёту болезней растений.
Некоторые публикации
- Phytophtora infestans (Mont.) de By на томатах // Бол. раст.. — 1926. — № XV. — С. 1—27.
- Вредители и болезни растений, обнаруженные при карантинной экспертизе / совместно с коллективом авторов. — Лен. карант. инспекц., Леноблиздат, 1934. — 68 с.
- Паразитные грибы оранжерей Ботанического института Академии наук СССР // Тр. БИН АН СССР  / соавт. Л. С. Гутнер, Е. Д. Новосёлова; под общ. ред. В. Бондарцевой-Монтеверде. — 1936. — Вып. Сер. II, № 3. — С. 705—802.
- Аскохитоз гороха / соавт. Н. И. Васильевский. — Изд. АН СССР, 1937. — 87 с.
- Определитель паразитных грибов по питающим растениям флоры БССР. Паразиты злаков / совместно с коллективом авторов; под ред. В. А. Траншеля. — Минск: Изд. АН БССР, 1938. — 296 с.